# Ailuropoda microta
Ailuropoda microta є найдавнішим відомим предком бамбукового ведмедя. Його довжина становила 1 м. Візерунки на зубах A. microta говорять про те, що він жив на дієті з бамбука. Перший знайдений череп тварини у вапняковій печері південного Китаю оцінюється в 2 мільйони років. Знайдений череп приблизно вдвічі менший за розміри сучасного бамбукового ведмедя, але анатомічно дуже схожий.